# Jan van Velzen (beeldhouwer)
Johannes Joseph (Jan) van Velzen (Onderdijk, 15 maart 1931 - aldaar 19 januari 2020) was een Nederlands beeldhouwer.

## Leven en werk
Jan van Velzen groeide op in een tuindersgezin als tweede van negen kinderen. Tot 1981 heeft hij zelf ook dit beroep uitgeoefend, voornamelijk als bloembollenkweker. Hij is als beeldhouwer autodidact; als tiener boetseerde hij al kleine figuurtjes van klei tijdens verloren uurtjes op het land.
Tijdens zijn militaire dienst liep hij een knieblessure op en begon hij gedurende zijn revalidatie serieuzer met boetseren in klei. Dit was het moment dat zijn talent herkend werd. Hoewel een studie aan de kunstacademie niet doorging is hij sindsdien altijd beelden blijven maken. Zijn onderwerpen waren voornamelijk huiselijke onderwerpen, portret- en karakterstudies en de werkende mens. Zijn werk is figuratief.
In de jaren tachtig veranderde zijn werk toen hij uit het bedrijf stapte en grotere beelden ging maken, voornamelijk in brons. Zijn werk is vooral te vinden in de omgeving van zijn geboorteplaats.
Hij overleed op 19 januari 2020 thuis in Onderdijk op 88-jarige leeftijd.

## Werken in de openbare ruimte
- 1981 Dijkwerker, gemaal de Vier Noorder Koggen, Onderdijk
- 1988 Moeder en kind, Nes, R.K. Kerk Gerardus Majella, Onderdijk
- 1989 De beste stuurlui (1989), havenhoofd, Medemblik
- 1991 Paulus Potter en geit (1991), achter Drommedaris in Enkhuizen. Monument ter nagedachtenis aan de schilder Paulus Potter (1625-1654)
- 1996 Vrijheid (Meisje met bal), (1996), Zwaagdijk-Oost
- 1996 Aardappelteler en zijn vrouw (1996), hoofdgebouw Agrico, Duit 15 in Emmeloord

## Fotogalerij

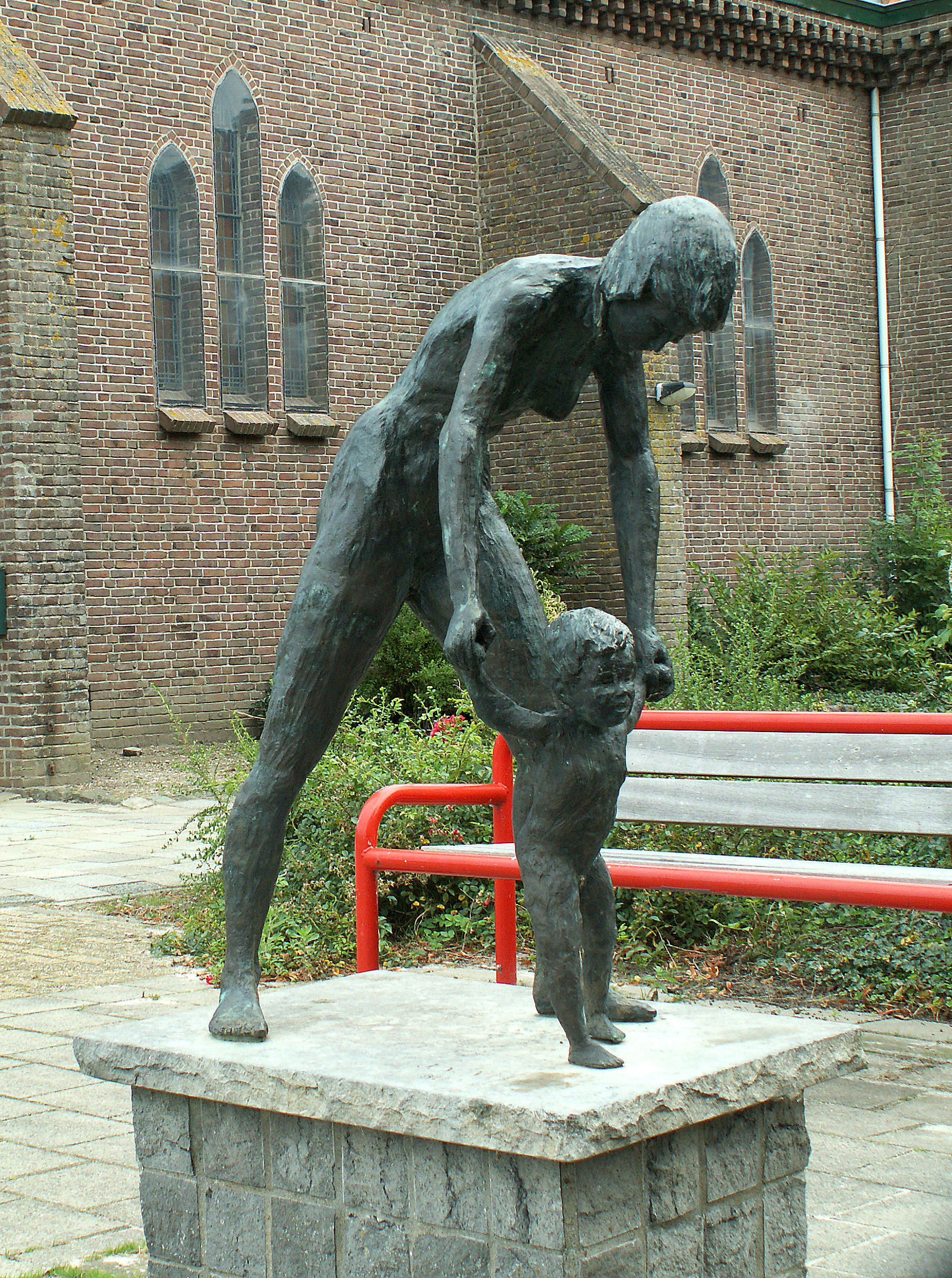
Moeder en kind, Onderdijk
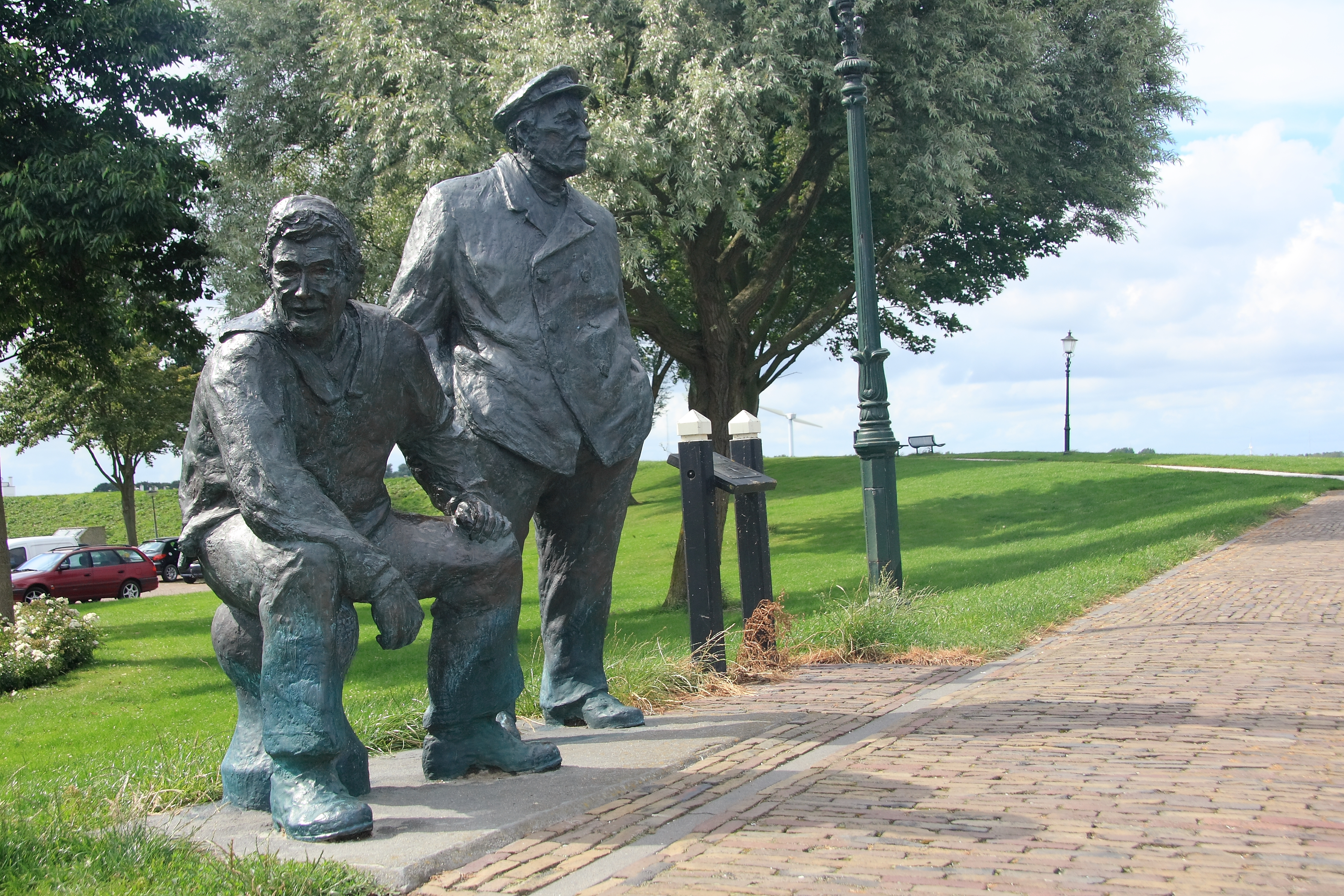
De beste stuurlui, brons, havenhoofd Medemblik
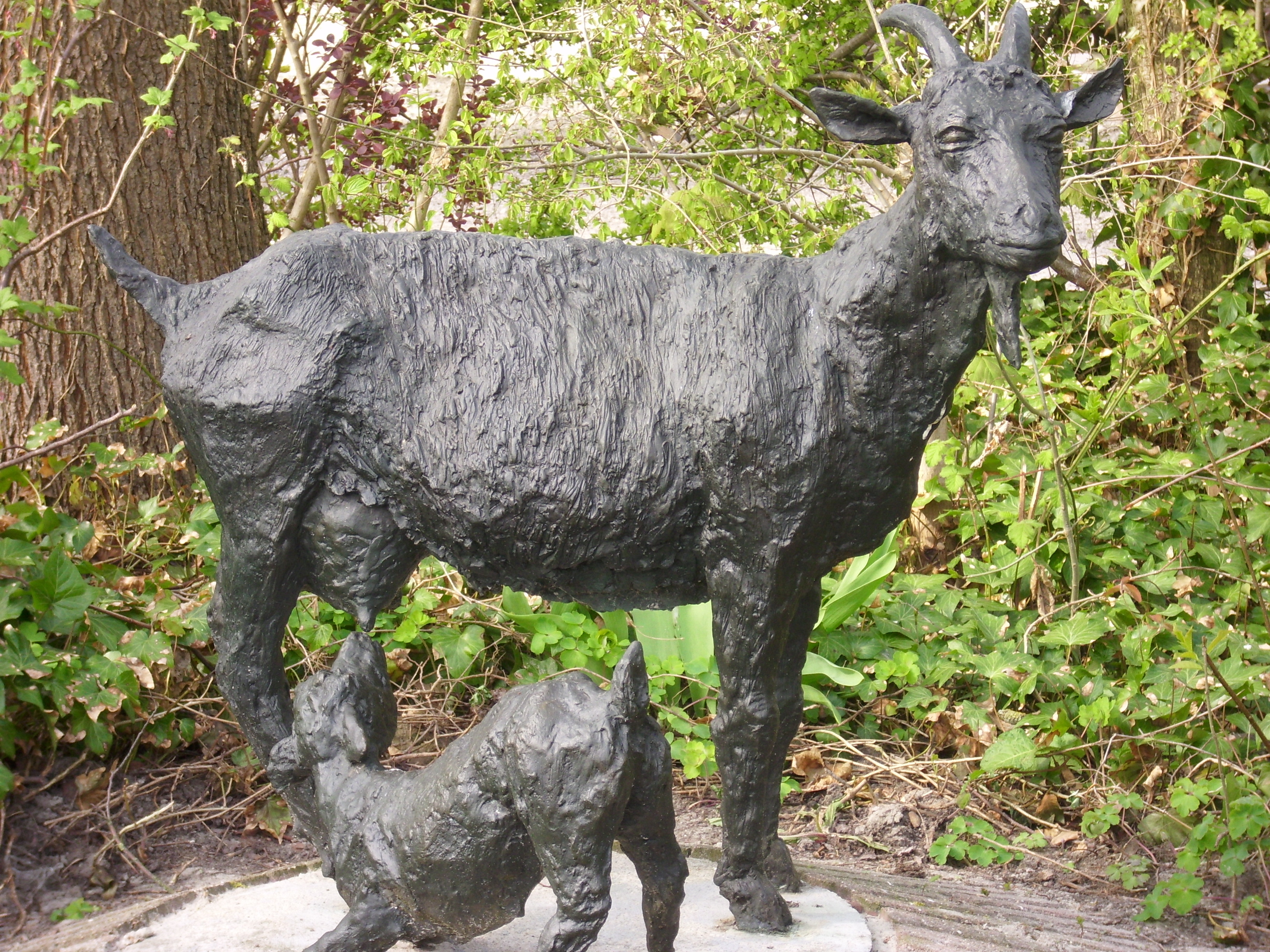
Geit met jong
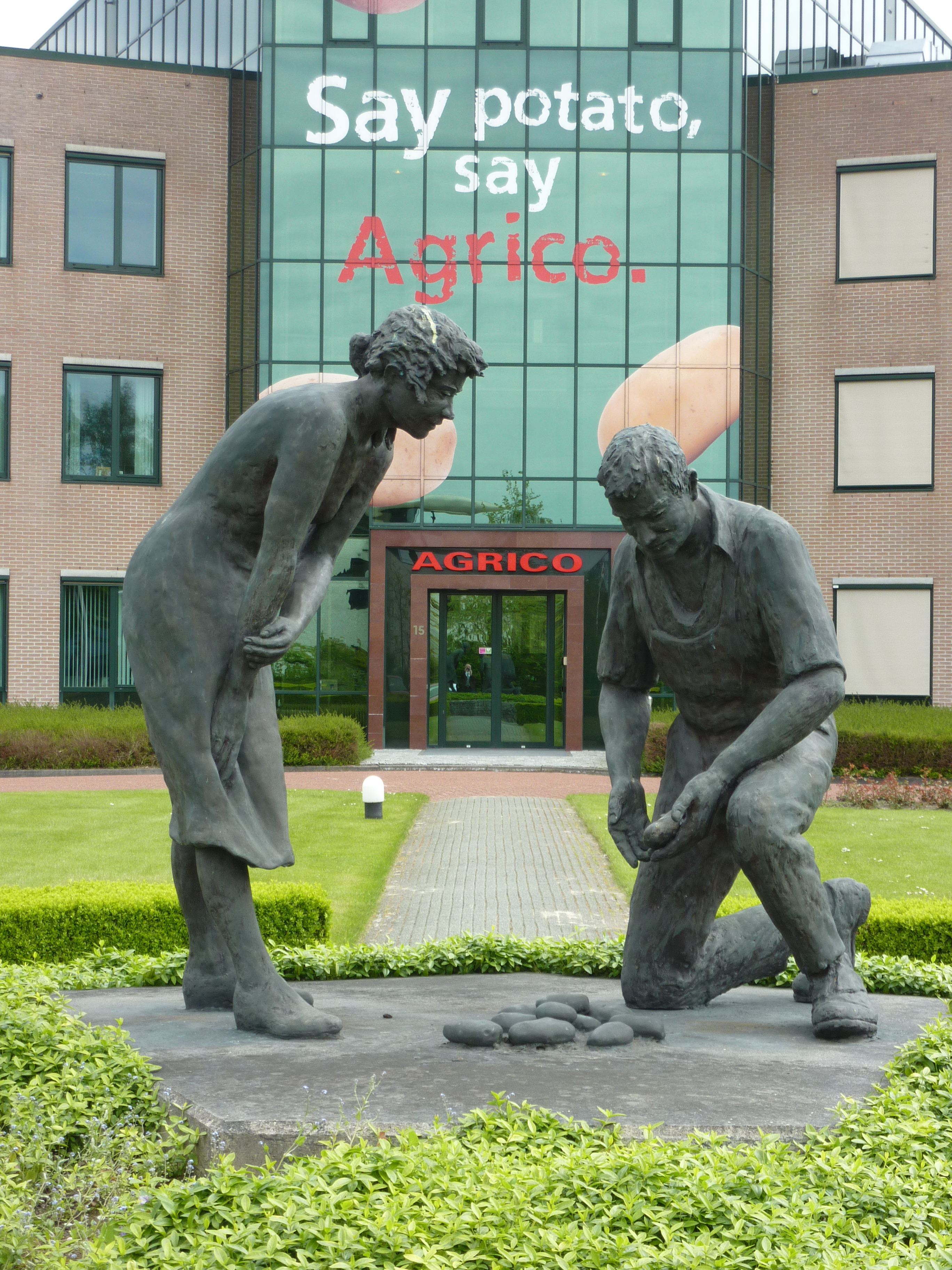
De aardappelteler en zijn vrouw, Emmeloord